# Pierre-Emile Højbjerg
Pierre-Emile Kordt Højbjerg (sinh ngày 5 tháng 8 năm 1995) là một cầu thủ bóng đá chuyên nghiệp người Đan Mạch hiện đang thi đấu cho câu lạc bộ Ligue 1 Marseille dưới dạng cho mượn từ câu lạc bộ Premier League Tottenham Hotspur và là đội trưởng của đội tuyển bóng đá quốc gia Đan Mạch. Vị trí thi đấu của anh là tiền vệ phòng ngự hoặc tiền vệ trung tâm.
Anh bắt đầu sự nghiệp khi còn trẻ cho BK Skjold, FC Copenhagen và Brøndby IF trước khi gia nhập câu lạc bộ Bayern Munich vào năm 2012. Việc ra mắt ở cấp độ chuyên nghiệp vào tháng 4 năm 2013 đã giúp anh là cầu thủ trẻ nhất của câu lạc bộ tại Bundesliga. Anh đã có 25 lần ra sân cho Bayern và giành được nhiều giải đấu trong nước và quốc tế, cũng có các khoản vay tại các đội bóng đồng đội FC Augsburg và Schalke 04. Năm 2016, anh đã ký hợp đồng 5 năm cho Southampton với mức phí ước tính 12,8 triệu bảng. Tháng 8 năm 2020, anh chuyển đến câu lạc bộ Tottenham Hotspur với mức chuyển nhượng 20 triệu bảng.
Từng là một cầu thủ trẻ quốc tế ở các cấp độ khác nhau từ dưới 16 đến dưới 21 tuổi, anh đã ra mắt đội tuyển bóng đá quốc gia Đan Mạch vào năm 2014. Kể từ đó, anh đại diện cho đất nước tham dự UEFA Euro 2020, FIFA World Cup 2022 và UEFA Euro 2024.

## Sự nghiệp cấp câu lạc bộ

### Sự nghiệp sớm
Anh bắt đầu chơi cho BK Skjold và FC Copenhagen, sau đó anh chuyển đến Brøndby IF với tư cách là một cầu thủ trẻ ở tuổi 14. Anh ấy xem Zinedine Zidane là hình mẫu của mình. Mới chỉ 5 tuổi, Højbjerg bắt đầu tham gia các buổi tập với anh trai sáu tuổi của mình tại câu lạc bộ địa phương Skjold. Anh được Copenhagen triển khai như một tiền đạo. Từ khi ra mắt, anh chơi ở vị trí tiền vệ trung tâm và đôi khi có thể chơi ở tiền vệ cánh phải.
Năm 2011, anh được vinh danh với danh hiệu "cầu thủ dưới 17 tuổi của Đan Mạch". Năm 2013, anh được vinh danh với danh hiệu "Tài năng của Đan Mạch".

### Bayern Munich
Højbjerg gia nhập Bayern vào tháng 7 năm 2012  và, ở tuổi 17 và 251 ngày, đã ra mắt chuyên nghiệp vào ngày 13 tháng 4 năm 2013  tại Bundesliga với 1. FC Nürnberg, thay thế cho Xherdan Shaqiri  và do đó trở thành cầu thủ trẻ nhất từng chơi cho đội một của Bayern Munich tại Bundesliga.  Anh kết thúc mùa giải 20121313 mà không có bàn thắng nào trong hai trận đấu cho đội một và tám bàn trong 30 trận được chơi cho đội dự bị.
Vào tháng 12 năm đó, anh đã ở trong đội hình của Bayern, đội vô địch FIFA Club World Cup 2013 tại Morocco, mặc dù anh không tham gia vào sân chơi trong suốt giải đấu.
Vào ngày 17 tháng 5 năm 2014, anh ấy bắt đầu đá trận chung kết DFB-Pokal cho Bayern Munich, chiến thắng ngoài giờ 2 trận 0 giờ trước Borussia Dortmund. Anh chơi tổng cộng 102 phút trước khi được thay ra trong nửa đầu hiệp phụ cho Daniel Van Buyten. Anh kết thúc mùa giải 201314 với bảy lần ra sân Bundesliga và hai lần ra sân ở Cúp Đức cho đội một và bốn bàn từ 14 lần ra sân cho đội dự bị.
Trận đấu đầu tiên của anh trong mùa giải 2014-15  DFL-Supercup vào ngày 13 tháng 8, chơi giờ đầu tiên và sau đó được thay thế cho Mario Gotze, khi Bayern thua 2-0 tại Borussia Dortmund. Vào ngày 8 tháng 1 năm 2015, Bayern đã gia hạn hợp đồng của anh đến năm 2018. Anh kết thúc mùa giải 2014-15 mà không có bàn thắng nào trong tám lần ra sân ở Bundesliga, một lần ra sân ở Cúp Đức và ba lần ra sân ở Champions League.
Vào ngày 7 tháng 1 năm 2015, anh ấy đã được mượn cho FC Augsburg, cũng của Bundesliga, trong phần còn lại của mùa giải 2014-15. Anh ra mắt vào ngày 1 tháng 2 năm 2015 ở  1899 Hoffenheim. Højbjerg đã ghi bàn thắng đầu tiên tại Bundesliga vào ngày 11 tháng 4 trước SC Paderborn 07 trong trận thua 2 trận1. Vào ngày 9 tháng 5, anh ấy đã hỗ trợ Raúl Bobadilla cho bàn thắng duy nhất khi Augsburg giành chiến thắng trước Bayern, người đã giành chiến thắng tại giải đấu vào thời điểm đó. Anh ấy đã hoàn thành chính tả cho mượn với hai bàn thắng từ 16 lần ra sân Bundesliga.
Vào ngày 28 tháng 8 năm 2015, Højbjerg đã gia nhập đội bóng Bundesliga Schalke 04 theo dạng cho mượn dài mùa. Anh ấy đã chơi 30 trận cho câu lạc bộ Gelsenkirchen, bao gồm sáu trận ở Europa League,vào cuối mùa giải, anh ấy nói với tờ báo Đan Mạch <i id="mwbQ">B.T</i>. rằng đã đến lúc rời Bayern Munich để gia nhập một câu lạc bộ khác đội một thường xuyên ở nơi khác.

### Southampton

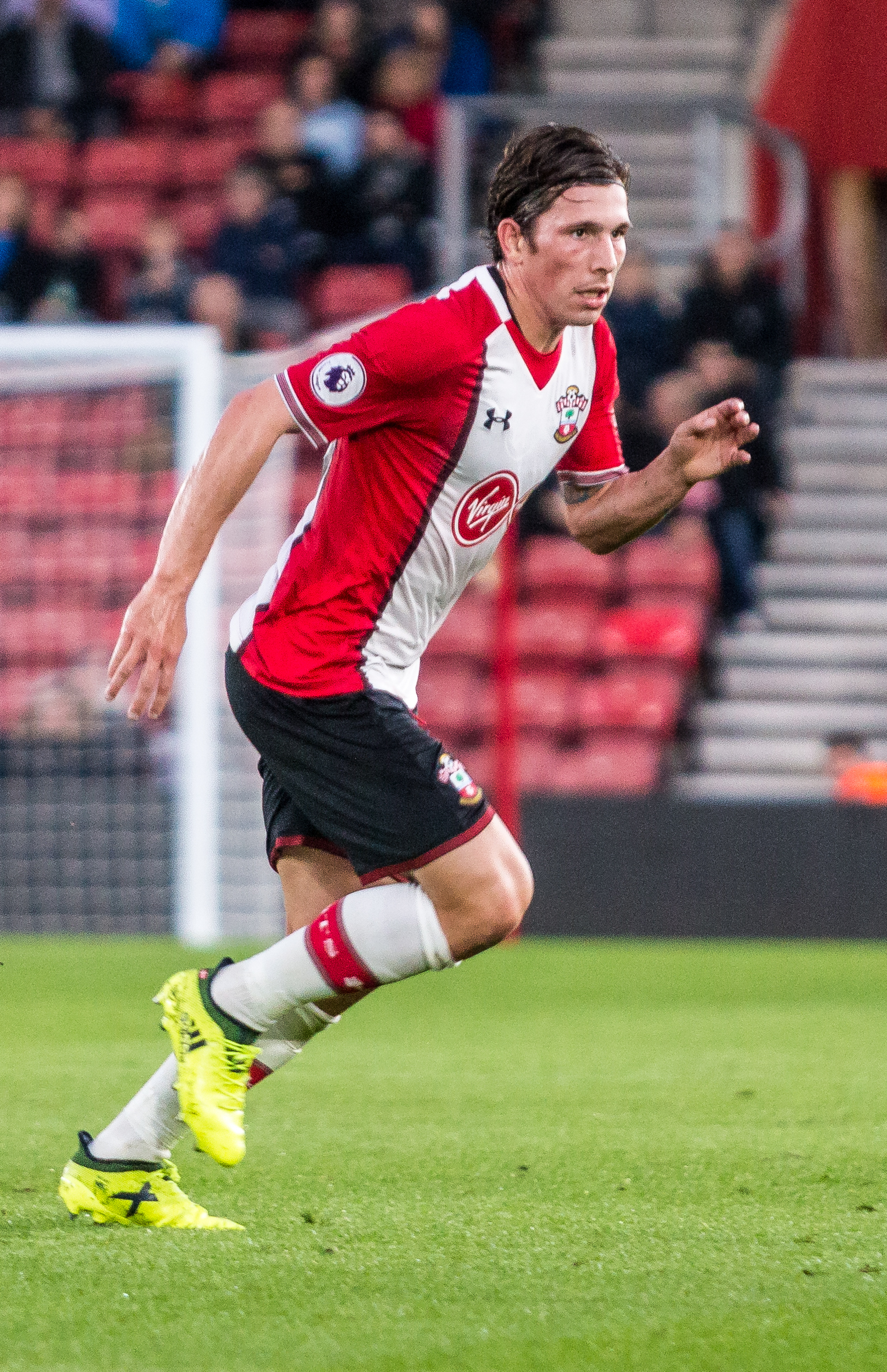
Højbjerg chơi cho Southampton năm 2017.

Vào ngày 11 tháng 7 năm 2016, Højbjerg gia nhập câu lạc bộ nước anh Southampton trong một hợp đồng năm năm  với mức phí ước tính là 12,8 triệu bảng. Anh ra mắt ở Ngoại Hạng Anh vào ngày 13 tháng 8 khi mùa giải bắt đầu với trận hòa 1 -1 với Watford, diễn ra ở phút thứ 55 thay cho James Ward-Prowse. Neil Johnston của BBC Sport đã viết rằng ông "tốc độ và sự khẩn cấp" vào các Thánh, "không ngại bắn và rất chăm chỉ". Mặc dù anh đã chơi tất cả năm trận đấu trên đường tới Chung kết EFL Cup 2017, Højbjerg là người thay thế không được sử dụng trong trận đấu tại Sân vận động Wembley, mà Southampton đã thua 3-2 trước Manchester United.
Højbjerg đã ghi bàn thắng đầu tiên cho Saints trong trận đấu thứ 54 vào ngày 18 tháng 3 năm 2018, mở ra chiến thắng 2-0 tại câu lạc bộ League One Wigan Athletic ở vòng sáu FA Cup, trận đấu đầu tiên dưới thời tân HLV Mark Hughes. Vào tháng 12 năm đó, người kế nhiệm của Hughes là Ralph Hasenhüttl đã biến anh ta thành đội trưởng của Saints.

## Sự nghiệp quốc tế
Højbjerg có cha là người Đan Mạch và mẹ là người Pháp. Anh được triệu tập lên đội tuyển Đan Mạch lần đầu tiên vào tháng 5 năm 2014 ở loạt trận giao hữu với Hungary với Thụy Điển, ra mắt trong trận gặp Thụy Điển vào ngày 28 tháng 5, chơi trọn 90 phút. Trên chiếc mũ thứ ba vào ngày 7 tháng 9 năm 2014, anh đã ghi bàn thắng quốc tế đầu tiên, cân bằng khi Đan Mạch bắt đầu chiến dịch vòng loại Euro 2016 của họ với chiến thắng 2-1 trước Armenia ở Copenhagen.
Vào tháng 5 năm 2018, anh đã có tên trong đội hình 35 người sơ bộ của Đan Mạch cho World Cup 2018 ở Nga, mặc dù anh không vào chung kết 23.

## Thống kê sự nghiệp

### Câu lạc bộ
Tính đến ngày 19 tháng 5 năm 2024
| Câu lạc bộ          | Mùa giải            | Giải đấu            | Giải đấu | Giải đấu | Cúp quốc gia | Cúp quốc gia | Cúp liên đoàn | Cúp liên đoàn | Châu lục | Châu lục | Khác | Khác | Tổng cộng | Tổng cộng |
| Câu lạc bộ          | Mùa giải            | Hạng                | Trận     | Bàn      | Trận         | Bàn          | Trận          | Bàn           | Trận     | Bàn      | Trận | Bàn  | Trận      | Bàn       |
| ------------------- | ------------------- | ------------------- | -------- | -------- | ------------ | ------------ | ------------- | ------------- | -------- | -------- | ---- | ---- | --------- | --------- |
| Bayern Munich II    | 2012–13             | Regionalliga Bayern | 30       | 8        | —            | —            | —             | —             | —        | —        | —    | —    | 30        | 8         |
| Bayern Munich II    | 2013–14             | Regionalliga Bayern | 14       | 4        | —            | —            | —             | —             | —        | —        | 0    | 0    | 14        | 4         |
| Bayern Munich II    | Tổng cộng           | Tổng cộng           | 44       | 12       | —            | —            | —             | —             | —        | —        | 0    | 0    | 44        | 12        |
| Bayern Munich       | 2012–13             | Bundesliga          | 2        | 0        | 0            | 0            | —             | —             | 0        | 0        | 0    | 0    | 2         | 0         |
| Bayern Munich       | 2013–14             | Bundesliga          | 7        | 0        | 2            | 0            | —             | —             | 0        | 0        | 0    | 0    | 9         | 0         |
| Bayern Munich       | 2014–15             | Bundesliga          | 8        | 0        | 1            | 0            | —             | —             | 3        | 0        | 1    | 0    | 13        | 0         |
| Bayern Munich       | 2015–16             | Bundesliga          | 0        | 0        | 1            | 0            | —             | —             | 0        | 0        | 0    | 0    | 1         | 0         |
| Bayern Munich       | Tổng cộng           | Tổng cộng           | 17       | 0        | 4            | 0            | —             | —             | 3        | 0        | 1    | 0    | 25        | 0         |
| Augsburg (mượn)     | 2014–15             | Bundesliga          | 16       | 2        | 0            | 0            | —             | —             | —        | —        | —    | —    | 16        | 2         |
| Schalke (mượn)      | 2015–16             | Bundesliga          | 23       | 0        | 1            | 0            | —             | —             | 6        | 0        | —    | —    | 30        | 0         |
| Southampton         | 2016–17             | Premier League      | 22       | 0        | 2            | 0            | 5             | 0             | 6        | 0        | —    | —    | 35        | 0         |
| Southampton         | 2017–18             | Premier League      | 23       | 0        | 5            | 1            | 0             | 0             | —        | —        | —    | —    | 28        | 1         |
| Southampton         | 2018–19             | Premier League      | 31       | 4        | 0            | 0            | 2             | 0             | —        | —        | —    | —    | 33        | 4         |
| Southampton         | 2019–20             | Premier League      | 33       | 0        | 2            | 0            | 3             | 0             | —        | —        | —    | —    | 38        | 0         |
| Southampton         | Tổng cộng           | Tổng cộng           | 109      | 4        | 9            | 1            | 10            | 0             | 6        | 0        | —    | —    | 134       | 5         |
| Tottenham Hotspur   | 2020–21             | Premier League      | 38       | 2        | 2            | 0            | 4             | 0             | 9        | 0        | —    | —    | 53        | 2         |
| Tottenham Hotspur   | 2021–22             | Premier League      | 36       | 2        | 2            | 0            | 5             | 0             | 5        | 1        | —    | —    | 48        | 3         |
| Tottenham Hotspur   | 2022–23             | Premier League      | 35       | 4        | 1            | 0            | 1             | 0             | 7        | 1        | —    | —    | 44        | 5         |
| Tottenham Hotspur   | 2023–24             | Premier League      | 36       | 0        | 2            | 0            | 1             | 0             | —        | —        | —    | —    | 39        | 0         |
| Tottenham Hotspur   | Tổng cộng           | Tổng cộng           | 145      | 8        | 7            | 0            | 11            | 0             | 21       | 2        | —    | —    | 184       | 10        |
| Tổng cộng sự nghiệp | Tổng cộng sự nghiệp | Tổng cộng sự nghiệp | 354      | 26       | 21           | 1            | 21            | 0             | 36       | 2        | 1    | 0    | 433       | 29        |

### Quốc tế
Tính đến ngày 8 tháng 6 năm 2024
| Đội tuyển quốc gia | Năm       | Trận | Bàn |
| ------------------ | --------- | ---- | --- |
| Đan Mạch           | 2014      | 5    | 1   |
| Đan Mạch           | 2015      | 8    | 0   |
| Đan Mạch           | 2016      | 8    | 0   |
| Đan Mạch           | 2017      | 0    | 0   |
| Đan Mạch           | 2018      | 2    | 0   |
| Đan Mạch           | 2019      | 10   | 2   |
| Đan Mạch           | 2020      | 5    | 0   |
| Đan Mạch           | 2021      | 14   | 1   |
| Đan Mạch           | 2022      | 11   | 1   |
| Đan Mạch           | 2023      | 10   | 2   |
| Đan Mạch           | 2024      | 4    | 3   |
| Tổng cộng          | Tổng cộng | 77   | 10  |

### Bàn thắng quốc tế
Tính đến ngày 8 tháng 6 năm 2024.
| #  | Ngày                | Địa điểm                                          | Số trận | Đối thủ          | Bàn thắng | Kết quả | Giải đấu                      |
| -- | ------------------- | ------------------------------------------------- | ------- | ---------------- | --------- | ------- | ----------------------------- |
| 1  | 7 tháng 9 năm 2014  | Sân vận động Parken, Copenhagen, Đan Mạch         | 3       | Armenia          | 1–1       | 2–1     | Vòng loại UEFA Euro 2016      |
| 2  | 21 tháng 3 năm 2019 | Sân vận động Fadil Vokrri, Pristina, Kosovo       | 24      | Kosovo           | 2–2       | 2–2     | Giao hữu                      |
| 3  | 7 tháng 6 năm 2019  | Sân vận động Parken, Copenhagen, Đan Mạch         | 26      | Cộng hòa Ireland | 1–0       | 1–1     | Vòng loại UEFA Euro 2020      |
| 4  | 31 tháng 3 năm 2021 | Sân vận động Ernst Happel, Viên, Áo               | 40      | Áo               | 3–0       | 4–0     | Vòng loại FIFA World Cup 2022 |
| 5  | 25 tháng 9 năm 2022 | Sân vận động Ernst Happel, Viên, Áo               | 56      | Áo               | 1–0       | 2–1     | UEFA Nations League 2022–23   |
| 6  | 7 tháng 9 năm 2023  | Sân vận động Parken, Copenhagen, Đan Mạch         | 68      | San Marino       | 1–0       | 4–0     | Vòng loại UEFA Euro 2024      |
| 7  | 10 tháng 9 năm 2023 | Sân vận động Olympic Helsinki, Helsinki, Phần Lan | 69      | Phần Lan         | 1–0       | 1–0     | Vòng loại UEFA Euro 2024      |
| 8  | 26 tháng 3 năm 2024 | Sân vận động Brøndby, Brøndby, Đan Mạch           | 75      | Quần đảo Faroe   | 1–0       | 2–0     | Giao hữu                      |
| 9  | 5 tháng 6 năm 2024  | Sân vận động Parken, Copenhagen, Đan Mạch         | 76      | Thụy Điển        | 1–0       | 2–1     | Giao hữu                      |
| 10 | 8 tháng 3 năm 2024  | Sân vận động Brøndby, Brøndby, Đan Mạch           | 77      | Na Uy            | 1–0       | 3–1     | Giao hữu                      |

## Danh hiệu
Bayern Munich
- Bundesliga: 2012–13, 2013–14
- DFB-Pokal: 2012–13, 2013–14
- UEFA Champions League: 2012–13
- FIFA Club World Cup: 2013

Southampton
- Á quân EFL Cup: 2016–17[37]